# Melker Karlsson
Pour les articles homonymes, voir Karlsson.
Melker Karlsson (né le 18 juillet 1990 à Lycksele en Suède) est un joueur professionnel suédois de hockey sur glace. Il évolue au poste d'attaquant.

## Biographie

### Carrière en club
Il est formé au Lycksele SK. En 2007, il rejoint les équipes de jeunes du Skellefteå AIK. Il débute avec l'équipe première dans l'Elitserien en 2009 jouant quatre matchs de saison régulière puis un match des séries éliminatoires. Lors de la saison 2010-2011, il est prêté à l'Örebro HK dans l'Allsvenskan, le deuxième niveau national. Il remporte le Trophée Le Mat 2013 et 2014 avec Skellefteå. Le 30 mai 2014, il signe un contrat d'un an avec les Sharks de San José de la Ligue nationale de hockey. Il part alors en Amérique du Nord et s'aligne avec les Sharks de Worcester, club ferme des Sharks dans la Ligue américaine de hockey. Il inscrit quatre buts et autant d'assistances en vingt parties avant d'être rappelé par les Sharks de San José. Le 9 décembre 2014, il joue son premier match dans la Ligue nationale de hockey face aux Oilers d'Edmonton et inscrit une aide. Il marque son premier but le 22 décembre 2014 contre les Ducks d'Anaheim et leur gardien Frederik Andersen. Il marque cinq buts en cinq matchs et égale le record de la franchise pour une recrue détenu par Jeff Friesen.

### Carrière internationale
Il représente la Suède au niveau international. Il a participé aux sélections jeunes. Il honore sa première sélection senior le 7 novembre 2012 contre la République tchèque lors de la Coupe Karjala.

## Statistiques

### En club
| Saison     | Équipe                | Ligue       |     | Saison régulière | Saison régulière | Saison régulière | Saison régulière | Saison régulière |   | Séries éliminatoires | Séries éliminatoires | Séries éliminatoires | Séries éliminatoires | Séries éliminatoires |
| Saison     | Équipe                | Ligue       | PJ  | B                | A                | Pts              | Pun              | PJ               | B | A                    | Pts                  | Pun                  |                      |                      |
| 2005-2006  | Lycksele SK           | Division 2  | 9   | 1                | 2                | 3                | 0                | -                | - | -                    | -                    | -                    |                      |                      |
| 2008-2009  | Skellefteå AIK        | Elitserien  | 4   | 0                | 0                | 0                | 0                | 1                | 0 | 0                    | 0                    | 0                    |                      |                      |
| 2009-2010  | Skellefteå AIK        | Elitserien  | 36  | 2                | 0                | 2                | 8                | 8                | 0 | 2                    | 2                    | 0                    |                      |                      |
| 2010-2011  | Skellefteå AIK        | Elitserien  | 40  | 4                | 2                | 6                | 2                | 16               | 1 | 3                    | 4                    | 2                    |                      |                      |
| 2010-2011  | Örebro HK             | Allsvenskan | 10  | 2                | 4                | 6                | 12               | -                | - | -                    | -                    | -                    |                      |                      |
| 2011-2012  | Skellefteå AIK        | Elitserien  | 44  | 3                | 2                | 5                | 8                | 19               | 2 | 2                    | 4                    | 4                    |                      |                      |
| 2012-2013  | Skellefteå AIK        | Elitserien  | 44  | 13               | 15               | 28               | 14               | 13               | 2 | 8                    | 10                   | 10                   |                      |                      |
| 2013-2014  | Skellefteå AIK        | SHL         | 48  | 9                | 16               | 25               | 14               | 14               | 4 | 8                    | 12                   | 12                   |                      |                      |
| 2014-2015  | Sharks de Worcester   | LAH         | 20  | 5                | 5                | 10               | 6                | -                | - | -                    | -                    | -                    |                      |                      |
| 2014-2015  | Sharks de San José    | LNH         | 53  | 13               | 11               | 24               | 20               | -                | - | -                    | -                    | -                    |                      |                      |
| 2015-2016  | Barracuda de San José | LAH         | 4   | 0                | 2                | 2                | 0                | -                | - | -                    | -                    | -                    |                      |                      |
| 2015-2016  | Sharks de San José    | LNH         | 65  | 10               | 9                | 19               | 16               | 24               | 5 | 3                    | 8                    | 10                   |                      |                      |
| 2016-2017  | Sharks de San José    | LNH         | 67  | 11               | 11               | 22               | 22               | 6                | 1 | 0                    | 1                    | 6                    |                      |                      |
| 2017-2018  | Sharks de San José    | LNH         | 71  | 8                | 11               | 19               | 26               | 10               | 0 | 3                    | 3                    | 2                    |                      |                      |
| 2018-2019  | Sharks de San José    | LNH         | 79  | 12               | 4                | 16               | 26               | 20               | 0 | 2                    | 2                    | 4                    |                      |                      |
| 2019-2020  | Sharks de San José    | LNH         | 61  | 6                | 6                | 12               | 20               | -                | - | -                    | -                    | -                    |                      |                      |
| 2020-2021  | Skellefteå AIK        | SHL         | 22  | 5                | 5                | 10               | 8                | 12               | 2 | 1                    | 3                    | 6                    |                      |                      |
| 2021-2022  | Skellefteå AIK        | SHL         | 50  | 11               | 9                | 20               | 20               | 6                | 0 | 0                    | 0                    | 2                    |                      |                      |
| 2022-2023  | Skellefteå AIK        | SHL         | 3   | 1                | 0                | 1                | 2                | 15               | 0 | 0                    | 0                    | 2                    |                      |                      |
| 2022-2023  | Lycksele SK           | Division 1  | 1   | 1                | 2                | 3                | 0                | -                | - | -                    | -                    | -                    |                      |                      |
| Totaux LNH | Totaux LNH            | Totaux LNH  | 396 | 60               | 52               | 112              | 130              | 60               | 6 | 8                    | 14                   | 22                   |                      |                      |